# Perigonia pallida
Perigonia pallida là một loài bướm đêm thuộc họ Sphingidae. Loài này có ở Venezuela, Paraguay, Bolivia, Argentina và Brasil.
Nó gần giống loài Perigonia stulta, nhưng thường nhạt màu hơn và cánh trước hẹp hơn. Ngoài ra, rìa nâu ở phía trên cánh dưới hẹp hơn và mảng cuống cánh vàng đậm hơn.
Con trưởng thành bay vào tháng 11 ở Brazil và từ tháng 11 tới tháng 12 ở Bolivia.

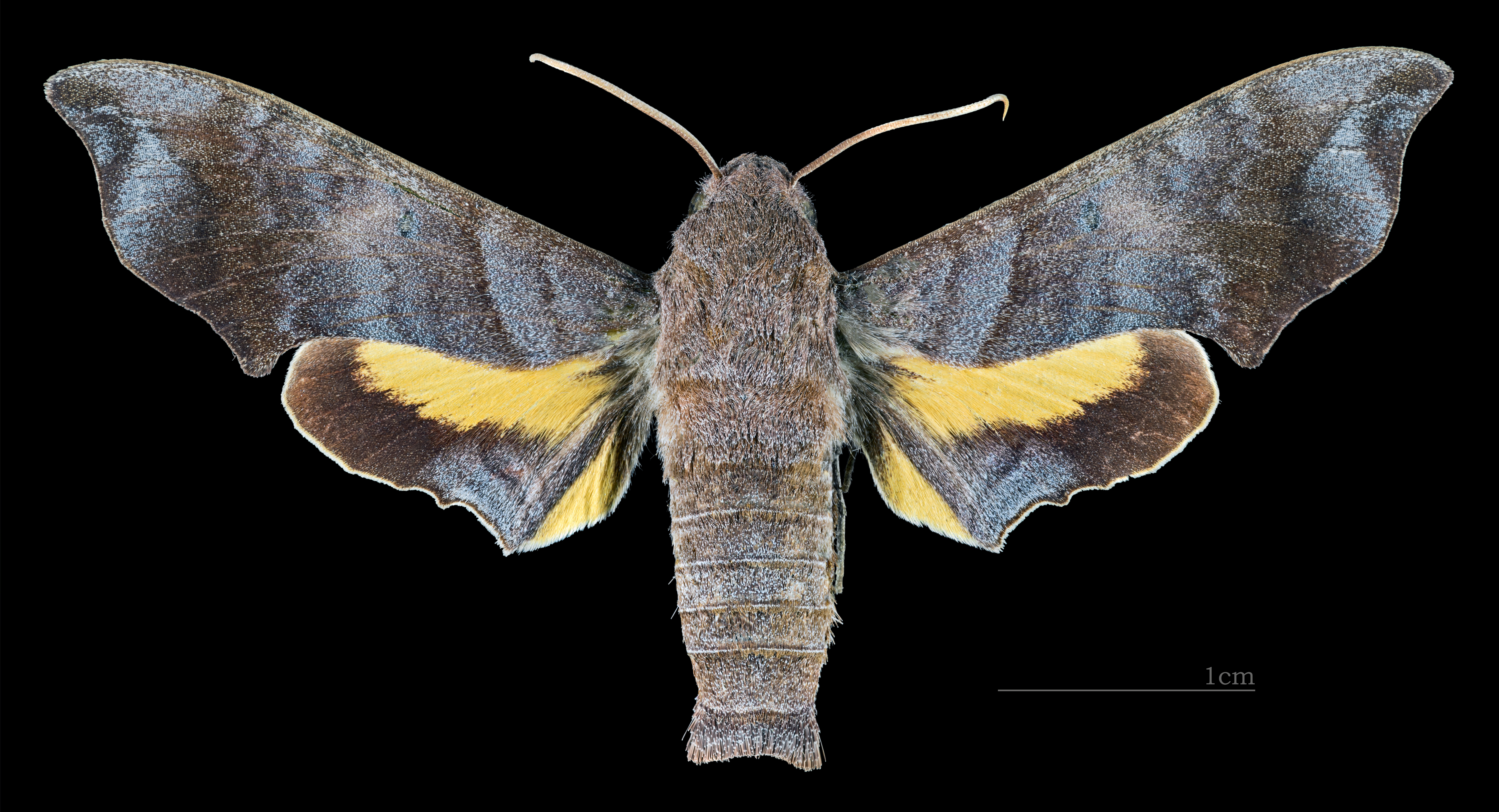
Perigonia pallida ♀
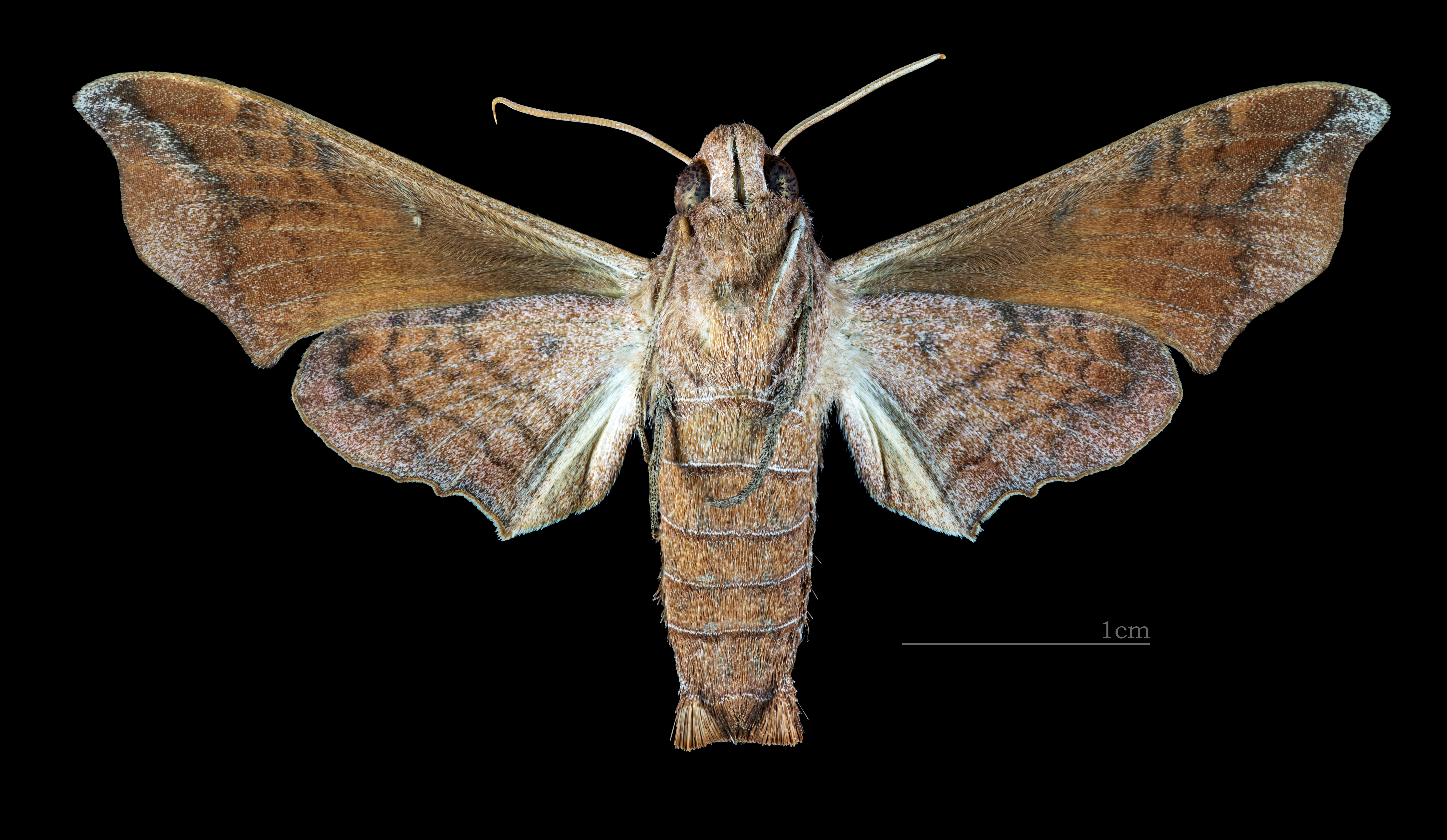
Perigonia pallida ♀ △